# Pianola
Pianola je mechanický hudební nástroj, který kombinuje klasické piano a automatofon. Jde o automatický klavír, který umožňuje přehrávat hudbu resp. melodii z děrovaného pásu (jakési obdoby pozdějších děrných pásek) pomocí vestavěného aeromechanického strojku.
Děrný pás se v nástroji posouval zpravidla pomocí klasického hodinového stroje přes soustavu vzduchových trubiček. Při průchodu otvoru přes trubičku vzduch pohnul příslušným kladívkem nástroje odpovídajícím příslušné klávese klavíru. Každá klávesa spojená s kladívkem měla svoji vlastní vzduchovou trubičku, které odpovídala i příslušná řada otvorů na pásu (tedy každá klávesa měla v pásu svoji vlastní mechanicky zaznamenanou hudební stopu).
Jde o předchůdce pozdějších jukeboxů, který byl využíván především v 19. století.
Pianoly přestaly být využívány s nástupem elektrifikace domácností ve 20. a 30. letech 20. století, tedy v době, kdy vznikaly jiné formy záznamu zvuku, první elektrické zesilovače a šířilo se i rozhlasové vysílání.